# Скородит

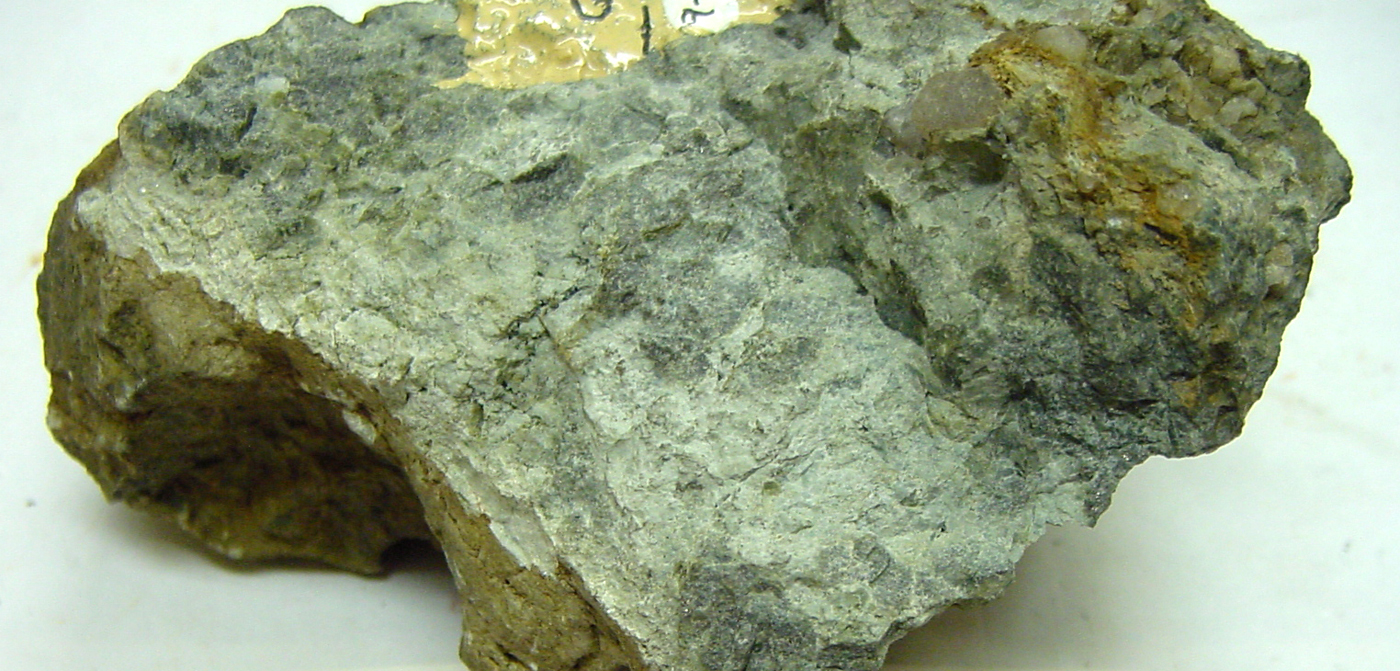
Скородит

Скородит (англ. scorodite; нім. Skorodit m) — поширений мінерал класу арсенатів природних, водний арсенат заліза острівної будови.
Назва — від грецьк. «скородон» — часник, за характерним запахом (J.F.A.Breithaupt, 1817).
Син. — лоазит, камінь часниковий.

## Опис
Хімічна формула: Fe3+[AsO4]•2H2O. Fe3+ заміщується Al.
Містить (%): Fe2О3 — 34,6; As2O5 — 49,8; H2O — 15,6. Домішки: Al2O3; SiO2.
Сингонія ромбічна. Ромбодипірамідальний вид. Звичайно зустрічається у вигляді землистої маси, кірок, іноді утворює пірамідальні, призматичні або таблитчасті кристали, сфероліти, пористі, чарункові, дрібнокристалічні друзи. Спайність недосконала по (100). Густина 3,1-3,4. Тв. 3,5-4,0. Білого, зеленуватого й бурого кольору. Риса бура. Злом нерівний. Крихкий.

## Поширення
Зустрічається в зонах окиснення родовищ, багатих на арсенопірит. У «залізних капелюхах» як продукт зміни арсенистих мінералів. Навколо гарячих джерел. Часто розвивається по арсенопіриту і льолінгіту як метасоматичне утворення. Знахідки: Льоллінг (Австралія), Крьоз (Франція), Рейнланд-Пфальц, Шнееберґ, Саксонія (ФРН), Каринтія (Австрія), Лавра (Греція), Корнуол (Велика Британія), Брич-Мулла поблизу Ташкента (Узбекистан), Забайкалля (Росія), Антоніа-Перейра (Бразилія), Цумеб (Намібія). В Україні є на Закарпатті.

## Різновиди
- скородит алюмініїстий (різновид скородиту, що містить до 7 % Al2O3),
- скородит кобальтистий (різновид скородиту, що містить кобальт),
- скородит фосфорний, фосфорскородит (різновид скородиту, що містить 5-16 % Р2О5).